# 라이징 안티바이러스
라이징 안티바이러스(Rising Anti-Virus)는 1991년에 설립된 중화인민공화국의 백신 소프트웨어 개발 회사이다.